# كاتي دان
كاتي دان (بالإنجليزية: Katy Dunne)‏ مواليد 16 فبراير 1995 في المملكة المتحدة، هي لاعبة كرة مضرب بريطانية وتحتل حالياً المرتبة 338 (21 مارس 2016) في تصنيف رابطة محترفات كرة المضرب. أعلى تصنيف لها في الفردي كان 272. أعلى تصنيف لها في الزوجي كان 387.

## النهائيات

### الفردي (4–2)
| الحصيلة | الرقم | التاريخ        | الدورة                  | الأرضية | المنافس           | النتيجة  |
| ------- | ----- | -------------- | ----------------------- | ------- | ----------------- | -------- |
| الفوز   | 1.    | 25 نوفمبر 2013 | ريثيمنو، اليونان        | صلبة    | ليسان فان ريت     | 6–3, 6–4 |
| الفوز   | 2.    | 9 ديسمبر 2013  | شرم الشيخ، مصر          | صلبة    | كلارتج ليبنس      | 6–3, 6–0 |
| الفوز   | 3.    | 14 يوليو 2014  | إيمولا، إيطاليا         | سجاد    | دنيز كازانياك     | 6–1, 6–3 |
| الوصافة | 1.    | 22 ديسمبر 2014 | بونه، الهند             | صلبة    | انكت رن           | 2–6, 2–6 |
| الفوز   | 4.    | 10 أغسطس 2015  | تشيسوك، المملكة المتحدة | صلبة    | إميلي أرباتهنوت   | 6–3, 6–3 |
| الوصافة | 2.    | 24 أغسطس 2015  | ووكينغ، المملكة المتحدة | صلبة    | فيكتوريا غولوبيتش | 4–6, 4–6 |

## روابط خارجية
- كاتي دان على موقع رابطة محترفات التنس (الإنجليزية)
- كاتي دان على موقع الاتحاد الدولي لكرة المضرب (الإنجليزية)
- كاتي دان على موقع خلاصة التنس.كوم (الإنجليزية)
- كاتي دان على موقع إي إس بي إن.كوم (الإنجليزية)